# Partito del Progresso di Singapore
Il Partito del Progresso di Singapore è un partito politico di sinistra attivo a Singapore.
Insieme al Partito d'Azione Popolare e al Partito dei Lavoratori, è uno dei tre partiti attualmente rappresentati nel Parlamento di Singapore; si colloca nell'Opposizione parlamentare.

## Storia
Fondato nella primavera del 2019 da Tan Cheng Bock, ex Partito d'Azione Popolare, insieme ad altri esponenti della vecchia classe dirigente del PAP, il partito è stato registrato il 31 marzo, mentre l'11 aprile è stato presentato il simbolo elettorale.
In occasione delle elezioni parlamentari del 2020, il PSP forma un'alleanza con quattro partiti d'opposizione; ma la coalizione esce sconfitta dal voto vedendo prevalere il partito dominante, tuttavia il partito riesce a far eleggere due membri non costituenti nel Parlamento.
Dopo la sconfitta elettorale, il presidente del partito Tan Cheng Bock, inizialmente fornisce a titolo personale il suo supporto al candidato Tan Kin Lian alle elezioni presidenziali del 2023, ma dopo alcune riflessioni il leader ritira il suo sostegno e il partito dichiara che non sosterrà alcun candidato presidenziale.
Nel mese di marzo del 2023 avviene il congresso del partito e viene votato il nuovo comitato esecutivo.
Il 28 maggio Bock annuncia che il PSP concorrerà alle prossime elezioni parlamentari del 2025 e l'intenzione di formare un'alleanza con altri partiti d'opposizione; nonostante questo annuncio però il PSP non entra a far parte, insieme al Partito dei Lavoratori, della nuova "Alleanza Popolare" fondata il 1º giugno da quattro partiti d'opposizione.

## Risultati elettorali
| Elezione          | Voti    | %     | Seggi  |
| ----------------- | ------- | ----- | ------ |
| Parlamentari 2020 | 253.996 | 10,18 | 2 / 93 |